# Mathilde Fibiger

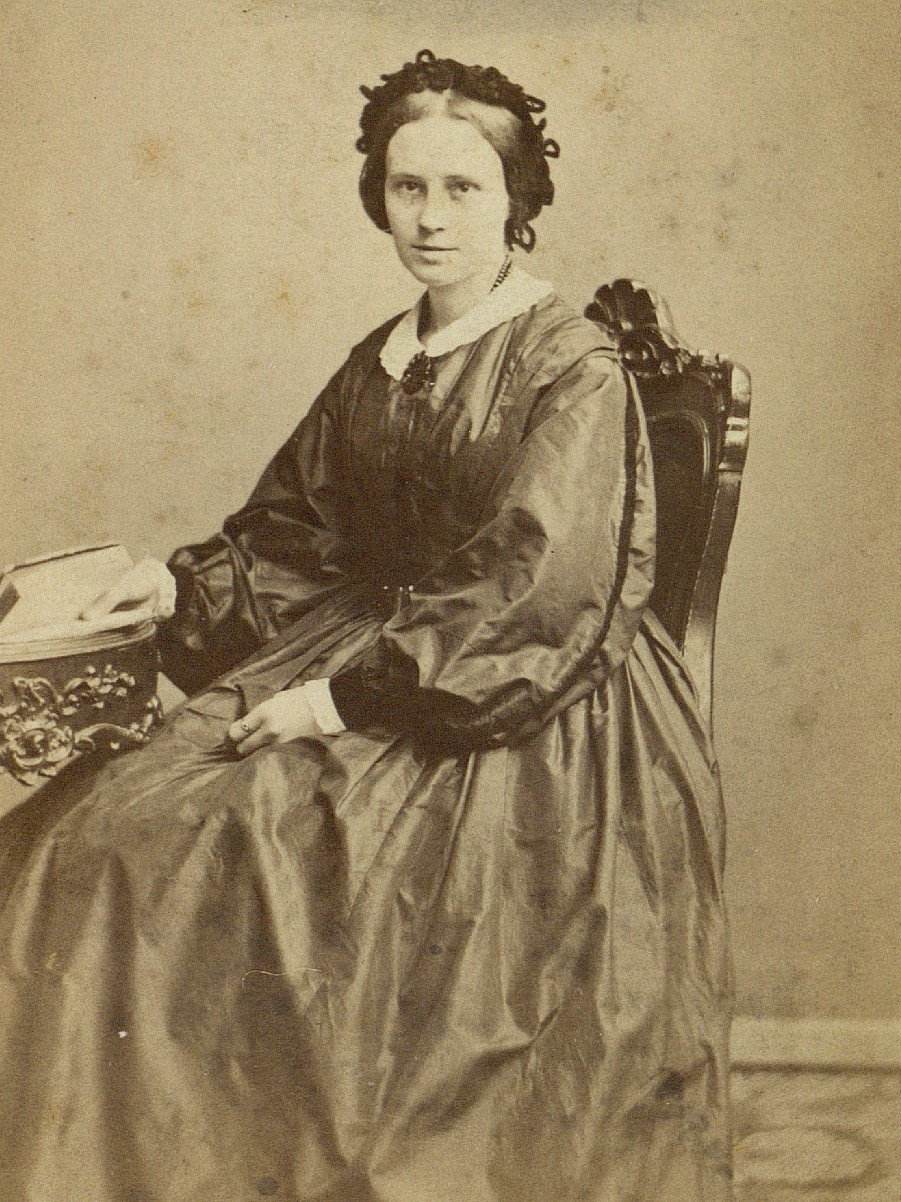
Mathilde Fibiger

Mathilde Lucie Fibiger (* 13. Dezember 1830 in Kopenhagen; † 17. Juni 1872 in Aarhus) war eine dänische Hauslehrerin, Frauenrechtlerin und Schriftstellerin.
Sie arbeitete als Hauslehrerin auf Lolland. 1851 veröffentlichte sie die Briefnovelle Clara Raphael. Tolv breve (deutsch: „Clara Raphael. Zwölf Briefe“), in der sie für vollständige Gleichberechtigung der Frauen eintrat. Die Schrift wurde von Johan Heiberg herausgegeben und erregte viel Aufmerksamkeit in Dänemark. Auch Fibigers zahlreiche spätere Werke widmeten sich dem Thema der Gleichberechtigung. Ihre ältere Schwester Ilia Fibiger vertrat dieselben Grundsätze, trat aber nicht publizistisch in Erscheinung.
Mathilde Fibiger wird auch als „Gründerin der dänischen Frauenbewegung“ bezeichnet, eine Ehre, die sie sich aber mit anderen Kandidatinnen teilen muss.

## Werke
- Clara Raphael. Tolv Breve 1851 („Zwölf Briefe“; 3. Auflage 1976 mit Nachwort von Eva Bendix)
  -  Clara Raphael. Zwölf Briefe. Deutsch von Nadine Erler. Barnstorf 2014.
- En Skizze efter det verkelige Liv 1853
- Minona. En Fortælling 1854